# James Anthony Charles
James Anthony Charles ist ein promovierter britischer Bauingenieur in der Geotechnik. Charles war am Building Research Establishment (BRE). Er befasst sich insbesondere mit der Geotechnik des Bauens auf Auffüllungen und Bodenverbesserung.
2008 war er Rankine Lecturer (The engineering behaviour of fill – the use, misuse and disuse of case histories).

## Schriften
- Building on Fill: Geotechnical Aspects, Building Research Establishment Report 1993, 2. Auflage London: CRC 2001 (mit K. S. Watts)
- Geotechnics for building professionals, Building Research Establishment Press, Bracknell 2005
- mit Arthur Penman: The Quality and Suitability of Rockfill Used in Dam Construction, BRE 1975
- The Use of One-dimensional Compression Tests and Elastic Theory in Predicting Deformation of Rockfill Embankments, BRE 1976
- mit H. D. St. John, R. J. Hunt: The use of 'vibro' ground improvement techniques in the United Kingdom, BRE Information Paper, Watford 1989
- mit D. Burford, K. S. Watts: Preloading uncompacted fills, BRE Information Paper, Watford 1986
- mit D. Burford: The Effect of a Rise of Water Table on the Settlement of Opencast Mining Backfill, BRE Information Paper 1985